# Agriocnemis zerafica
Agriocnemis zerafica е вид водно конче от семейство Coenagrionidae. Видът е незастрашен от изчезване.

## Разпространение
Разпространен е в Ангола, Бенин, Гамбия, Гана, Гвинея-Бисау, Кот д'Ивоар, Либерия, Мавритания, Мали, Нигер, Нигерия, Сенегал, Того, Уганда, Централноафриканска република и Южен Судан.